# Über jedes Bacherl geht a Brückerl (Album)
Über jedes Bacherl geht a Brückerl ist das zweite Studioalbum der deutschen Sängerin Stefanie Hertel, das im Juni 1992 erschien.

## Entstehung und Veröffentlichung
Die Erstveröffentlichung von Über jedes Bacherl geht a Brückerl erfolgte am 26. Juni 1992 bei Montana Records. Das Album erschien in seiner Originalausführung als CD mit zwölf Titeln (Katalognummer: 4509-90209-2).
Geschrieben wurden alle Lieder gemeinsam von Irma Holder und Erich Ließmann (Jean Frankfurter). Frankfurter zeichnete zudem alleine für die Produktion verantwortlich.
Als Gastsänger auf dem Album ist Eberhard Hertel vertreten, der Vater von Stefanie Hertel, mit dem sie das Lied Mit einem Rucksack voller Lieder aufnahm.

## Titelliste
| Nr. | Titel                                                  | Autor(en)                     | Produzent(en)    | Länge |
| --- | ------------------------------------------------------ | ----------------------------- | ---------------- | ----- |
| 1.  | Über jedes Bacherl geht a Brückerl                     | Jean Frankfurter, Irma Holder | Jean Frankfurter | 2:55  |
| 2.  | Mit dem Sonnenschein im Herzen                         | Jean Frankfurter, Irma Holder | Jean Frankfurter | 2:33  |
| 3.  | Achmed (Wo die Sonne scheint)                          | Jean Frankfurter, Irma Holder | Jean Frankfurter | 3:03  |
| 4.  | Mama Veronika                                          | Jean Frankfurter, Irma Holder | Jean Frankfurter | 4:09  |
| 5.  | Kleiner Clown                                          | Jean Frankfurter, Irma Holder | Jean Frankfurter | 3:14  |
| 6.  | Mit einem Rucksack voller Lieder (mit Eberhard Hertel) | Jean Frankfurter, Irma Holder | Jean Frankfurter | 3:13  |
| 7.  | Das Glück fällt ganz leise vom Himmel                  | Jean Frankfurter, Irma Holder | Jean Frankfurter | 3:21  |
| 8.  | Heut’ möcht’ ich am liebsten ein Schmetterling sein    | Jean Frankfurter, Irma Holder | Jean Frankfurter | 2:45  |
| 9.  | Für Opa ist immer ein Zimmer frei                      | Jean Frankfurter, Irma Holder | Jean Frankfurter | 2:48  |
| 10. | Auf einer Insel am Ende der Welt                       | Jean Frankfurter, Irma Holder | Jean Frankfurter | 2:52  |
| 11. | Er wär’ so gern’ ein Cowboy                            | Jean Frankfurter, Irma Holder | Jean Frankfurter | 2:56  |
| 12. | Die alte Birke darf nicht sterben                      | Jean Frankfurter, Irma Holder | Jean Frankfurter | 3:39  |

## Rezeption
Mit dem Lied Über jedes Bacherl geht a Brückerl nahm Hertel einen Tag nach der Albumveröffentlichung am Grand Prix der Volksmusik 1992 im Hallenstadion in Zürich teil und gewann diesen mit 60 Punkten, nachdem sie den deutschen Vorentscheid für sich bestimmen konnte.

## Chartplatzierungen
Über jedes Bacherl geht a Brückerl stieg am 3. August 1992 auf Rang 100 der deutschen Albumcharts ein und war die erste Chartierung von Stefanie Hertel. Seine beste Platzierung erreichte es mit Platz 78 in der Woche vom 14. September 1992. Das Album konnte sich insgesamt acht Wochen in den Charts platzieren, letztmals auf Platz 91 in der Chartausgabe vom 28. September 1992.
| ChartsChartplatzierungen | Höchstplatzierung | Wochen |
| ------------------------ | ----------------- | ------ |
| Deutschland (GfK)        | 78 (8 Wo.)        | 8      |